# Franz Mayer von Mayersheim
Franz Mayer von Mayersheim (født Franz Mayer) var en tysk diplomat.
Han var dr.jur., blev adlet von Mayersheim og repræsenterede flere lande ved hoffet i Wien. Han var kurkølnsk gesandt 1671-86, dansk gesandt 1683 og desuden i tjeneste for Braunschweig-Lüneburg.